# Taphonia testacealis
Taphonia testacealis là một loài bướm đêm trong họ Noctuidae.